# شل گریده
شِـل گریـِده (سوئدی: Kjell Grede؛ ‏ ۱۲ اوت ۱۹۳۶ – ۱۵ دسامبر ۲۰۱۷) کارگردان فیلم و فیلم‌نامه‌نویس اهل سوئد بود. وی بین سال‌های ۱۹۶۷ تا ۲۰۰۳ میلادی فعالیت می‌کرد.
از فیلم‌ها یا سریال‌های تلویزیونی که وی در آن‌ها نقش داشته‌است، می‌توان به عصر بخیر، آقای والنبری، آوگوست استریندبری: یک عمر و هیپ هیپ هورا! اشاره نمود.